# Óscar de melhor ator secundário
O Óscar de Melhor Ator Secundário ou Coadjuvante (no original em inglês Academy Award for Best Supporting Actor) é um dos prêmios entregues anualmente pela Academia de Artes e Ciências Cinematográficas. Ele é entregue em honra a um ator que realizou uma interpretação extraordinária em um papel coadjuvante em cinema.
O primeiro vencedor da categoria foi Walter Brennan por seu papel de Swan Bostrom no filme Come and Get It, tendo recebido o prêmio durante a 9.ª Cerimônia Anual do Oscar em 1937. Inicialmente os vencedores de ambas as categorias de atores coadjuvantes recebiam uma placa em vez das tradicionais estatuetas. Entretanto, os vencedores passaram a receber a estatueta a partir da 16ª Cerimônia em 1944. Atualmente, os indicados são definidos por voto único transferível dentro do ramo dos atores da Academia; os vencedores por sua vez são escolhidos pela maioria relativa de todo os membros elegíveis da Academia.
Desde sua criação, o prêmio já foi entregue para 73 atores diferentes. Brennan é o recordista de maior número de vitórias com três. Brennan, Jeff Bridges, Robert Duvall, Arthur Kennedy, Jack Nicholson e Claude Rains são os recordistas de indicações com quatro cada. O vencedor mais recente é Kieran Culkin por seu papel como Benjamin "Benji" Kaplan no filme A Real Pain.

## Vencedores e indicados
|  | Vencedor          |
|  | Vencedor póstumo  |
|  | Indicação póstuma |

### Década de 1930
| Ano  | Vencedores e Indicados | Filme                    | Personagem             | Ref   |
| ---- | ---------------------- | ------------------------ | ---------------------- | ----- |
| 1937 | Walter Brennan         | Come and Get It          | Swan Bostrom           | [ 2 ] |
| 1937 | Mischa Auer            | My Man Godfrey           | Carlo                  | [ 2 ] |
| 1937 | Stuart Erwin           | Pigskin Parade           | Amos Dodd              | [ 2 ] |
| 1937 | Basil Rathbone         | Romeu and Juliet         | Tebaldo                | [ 2 ] |
| 1937 | Akim Tamiroff          | The General Died at Dawn | General Yang           | [ 2 ] |
| 1938 | Joseph Schildkraut     | The Life of Emile Zola   | Capitão Alfred Dreyfus | [ 5 ] |
| 1938 | Ralph Bellamy          | The Awful Truth          | "Dan" Leeson           | [ 5 ] |
| 1938 | Thomas Mitchell        | The Hurricane            | Dr. Kersaint           | [ 5 ] |
| 1938 | H. B. Warner           | Lost Horizon             | Chang                  | [ 5 ] |
| 1938 | Roland Young           | Topper                   | Cosmo Topper           | [ 5 ] |
| 1939 | Walter Brennan         | Kentucky                 | Peter Goodwin          | [ 6 ] |
| 1939 | John Garfield          | Four Daughters           | Mickey Borden          | [ 6 ] |
| 1939 | Gene Lockhart          | Algiers                  | Regis                  | [ 6 ] |
| 1939 | Robert Morley          | Marie Antoinette         | Rei Luís XVI da França | [ 6 ] |
| 1939 | Basil Rathbone         | If I Were King           | Rei Luís XI da França  | [ 6 ] |

### Década de 1940
| Ano  | Vencedores e Indicados | Filme                            | Personagem                      | Ref    |
| ---- | ---------------------- | -------------------------------- | ------------------------------- | ------ |
| 1940 | Thomas Mitchell        | Stagecoach                       | Dr. Josiah Boone                | [ 7 ]  |
| 1940 | Brian Aherne           | Juarez                           | Imperador Maximiliano do México | [ 7 ]  |
| 1940 | Brian Donlevy          | Beau Geste                       | Sargento Markoff                | [ 7 ]  |
| 1940 | Harry Carey            | Mr. Smith Goes to Washington     | Presidente do Senado            | [ 7 ]  |
| 1940 | Claude Rains           | Mr. Smith Goes to Washington     | Senador Joseph Harrison Paine   | [ 7 ]  |
| 1941 | Walter Brennan         | The Westerner                    | Juiz Roy Bean                   | [ 8 ]  |
| 1941 | Albert Basserman       | Foreign Correspondent            | Van Meer                        | [ 8 ]  |
| 1941 | William Gargan         | They Knew What They Wanted       | Joe                             | [ 8 ]  |
| 1941 | Jack Oakie             | The Great Dictator               | Benzini Napaloni                | [ 8 ]  |
| 1941 | James Stephenson       | The Letter                       | Howard Joyce                    | [ 8 ]  |
| 1942 | Donald Crisp           | How Green Was My Valley          | Gwilym Morgan                   | [ 9 ]  |
| 1942 | Walter Brennan         | Sergeant York                    | Pastor Rosier Pile              | [ 9 ]  |
| 1942 | Charles Coburn         | The Devil and Miss Jones         | John P. Merrick                 | [ 9 ]  |
| 1942 | James Gleason          | Here Comes Mr. Jordan            | Max Corkle                      | [ 9 ]  |
| 1942 | Sydney Greenstreet     | The Maltese Falcon               | Kasper Gutman                   | [ 9 ]  |
| 1943 | Van Heflin             | Johnny Eager                     | Jeff Hartnett                   | [ 10 ] |
| 1943 | William Bendix         | Wake Island                      | Soldado Aloysius K. Randall     | [ 10 ] |
| 1943 | Walter Huston          | Yankee Doodle Dandy              | Jeremiah Cohan                  | [ 10 ] |
| 1943 | Frank Morgan           | Tortilla Flat                    | O Pirata                        | [ 10 ] |
| 1943 | Henry Travers          | Mrs. Miniver                     | James Ballard                   | [ 10 ] |
| 1944 | Charles Coburn         | The More the Merrier             | Benjamin Dingle                 | [ 11 ] |
| 1944 | Charles Bickford       | The Song of Bernadette           | Padre Peyramale                 | [ 11 ] |
| 1944 | J. Carrol Naish        | Sahara                           | Giuseppe                        | [ 11 ] |
| 1944 | Claude Rains           | Casablanca                       | Capitão Renault                 | [ 11 ] |
| 1944 | Akim Tamiroff          | For Whom the Bell Tolls          | Pablo                           | [ 11 ] |
| 1945 | Barry Fitzgerald       | Going My Way                     | Padre Fitzgibbon                | [ 12 ] |
| 1945 | Hume Cronyn            | The Seventh Cross                | Paul Roeder                     | [ 12 ] |
| 1945 | Claude Rains           | Mr. Skeffington                  | Job Skeffington                 | [ 12 ] |
| 1945 | Clifton Webb           | Laura                            | Waldo Lydecker                  | [ 12 ] |
| 1945 | Monty Woolley          | Since You Went Away              | Coronel William G. Smollett     | [ 12 ] |
| 1946 | James Dunn             | A Tree Grows in Brooklyn         | Johnny Nolan                    | [ 13 ] |
| 1946 | Mikhail Chekhov        | Spellbound                       | Dr. Alexander "Alex" Brulov     | [ 13 ] |
| 1946 | John Dall              | The Corn Is Green                | Morgan Evans                    | [ 13 ] |
| 1946 | Robert Mitchum         | The Story of G.I. Joe            | Tenente-Capitão Bill Walker     | [ 13 ] |
| 1946 | J. Carrol Naish        | A Medal for Benny                | Charley Martin                  | [ 13 ] |
| 1947 | Harold Russell         | The Best Years of Our Lives      | Hommer Parrish                  | [ 14 ] |
| 1947 | Charles Coburn         | The Green Years                  | Alexander Gow                   | [ 14 ] |
| 1947 | William Demarest       | The Jolson Story                 | Steve Martin                    | [ 14 ] |
| 1947 | Claude Rains           | Notorious                        | Alexander Sebastian             | [ 14 ] |
| 1947 | Clifton Webb           | The Razor's Edge                 | Elliott Templeton               | [ 14 ] |
| 1948 | Edmund Gwenn           | Miracle on 34th Street           | Kris Kringle                    | [ 15 ] |
| 1948 | Charles Bickford       | The Farmer's Daughter            | Joseph Clancy                   | [ 15 ] |
| 1948 | Thomas Gomez           | Ride the Pink Horse              | Pancho                          | [ 15 ] |
| 1948 | Robert Ryan            | Crossfire                        | Montgomery                      | [ 15 ] |
| 1948 | Richard Widmark        | Kiss of Death                    | Tommy Udo                       | [ 15 ] |
| 1949 | Walter Huston          | The Treasure of the Sierra Madre | Howard                          | [ 16 ] |
| 1949 | Charles Bickford       | Johnny Belinda                   | Black McDonald                  | [ 16 ] |
| 1949 | José Ferrer            | Joan of Arc                      | Carlos, Delfim da França        | [ 16 ] |
| 1949 | Oskar Homolka          | I Remember Mama                  | Tio Chris Halverson             | [ 16 ] |
| 1949 | Cecil Kellaway         | The Luck of the Irish            | Horace                          | [ 16 ] |

### Década de 1950
| Ano  | Vencedores e Indicados | Filme                        | Personagem                         | Ref    |
| ---- | ---------------------- | ---------------------------- | ---------------------------------- | ------ |
| 1950 | Dean Jagger            | Twelve O'Clock High          | Major Harvey Stovall               | [ 17 ] |
| 1950 | John Ireland           | All the King's Men           | Jack Burden                        | [ 17 ] |
| 1950 | Arthur Kennedy         | Champion                     | Connie Kelly                       | [ 17 ] |
| 1950 | Ralph Richardson       | The Heiress                  | Dr. Austin Sloper                  | [ 17 ] |
| 1950 | James Whitmore         | Battleground                 | Sargento Kinnie                    | [ 17 ] |
| 1951 | George Sanders         | All About Eve                | Addison De Witt                    | [ 18 ] |
| 1951 | Jeff Chandler          | Broken Arrow                 | Cochise                            | [ 18 ] |
| 1951 | Edmund Gwenn           | Mister 880                   | "Skipper" Miller                   | [ 18 ] |
| 1951 | Sam Jaffe              | The Asphalt Jungle           | Dr. Erwin Riedenschneider          | [ 18 ] |
| 1951 | Erich von Stroheim     | Sunset Boulevard             | Max von Meyerling                  | [ 18 ] |
| 1952 | Karl Malden            | A Streetcar Named Desire     | Harold "Mitch" Mitchell            | [ 19 ] |
| 1952 | Leo Genn               | Quo Vadis                    | Petrônio                           | [ 19 ] |
| 1952 | Peter Ustinov          | Quo Vadis                    | Nero                               | [ 19 ] |
| 1952 | Kevin McCarthy         | Death of a Salesman          | Biff Loman                         | [ 19 ] |
| 1952 | Gig Young              | Come Fill the Cup            | Boyd Copeland                      | [ 19 ] |
| 1953 | Anthony Quinn          | Viva Zapata!                 | Eufemio Zapata                     | [ 20 ] |
| 1953 | Richard Burton         | My Cousin Rachel             | Philip Ashley                      | [ 20 ] |
| 1953 | Arthur Hunnicutt       | The Big Sky                  | Zeb Calloway / Narrador            | [ 20 ] |
| 1953 | Victor McLaglen        | The Quiet Man                | "Red" Will Danaher                 | [ 20 ] |
| 1953 | Jack Palance           | Sudden Fear                  | Lester Blaine                      | [ 20 ] |
| 1954 | Frank Sinatra          | From Here to Eternity        | Soldado Angelo Maggio              | [ 21 ] |
| 1954 | Eddie Albert           | Roman Holiday                | Irving Radovich                    | [ 21 ] |
| 1954 | Brandon De Wilde       | Shane                        | Joey Starrett                      | [ 21 ] |
| 1954 | Jack Palance           | Shane                        | Jack Wilson                        | [ 21 ] |
| 1954 | Robert Strauss         | Stalag 17                    | Sargento Stanislas "Animal" Kasava | [ 21 ] |
| 1955 | Edmond O'Brien         | The Barefoot Contessa        | Oscar Muldoon                      | [ 22 ] |
| 1955 | Lee J. Cobb            | On the Waterfront            | Johnny Friendly                    | [ 22 ] |
| 1955 | Karl Malden            | On the Waterfront            | Padre Barry                        | [ 22 ] |
| 1955 | Rod Steiger            | On the Waterfront            | Charles Malfoy                     | [ 22 ] |
| 1955 | Tom Tully              | The Caine Mutiny             | Comandante DeVriess                | [ 22 ] |
| 1956 | Jack Lemmon            | Mister Roberts               | Alferes Frank Thurlowe Pulver      | [ 23 ] |
| 1956 | Arthur Kennedy         | Trial                        | Barney Castle                      | [ 23 ] |
| 1956 | Joe Mantell            | Marty                        | Angie                              | [ 23 ] |
| 1956 | Sal Mineo              | Rebel Without a Cause        | John "Platão" Crowford             | [ 23 ] |
| 1956 | Arthur O'Connell       | Picnic                       | Howard Bevans                      | [ 23 ] |
| 1957 | Anthony Quinn          | Lust for Life                | Paul Gauguin                       | [ 24 ] |
| 1957 | Don Murray             | Bus Stop                     | Beauregard "Bo" Decker             | [ 24 ] |
| 1957 | Anthony Perkins        | Friendly Persuasion          | Josh Birdwell                      | [ 24 ] |
| 1957 | Mickey Rooney          | The Bold and the Brave       | Dooley                             | [ 24 ] |
| 1957 | Robert Stack           | Written on the Wind          | Kyle Hadley                        | [ 24 ] |
| 1958 | Red Buttons            | Sayonara                     | Joe Kelly                          | [ 25 ] |
| 1958 | Vittorio De Sica       | A Farewell to Arms           | Major Alessandro Rinaldi           | [ 25 ] |
| 1958 | Sessue Hayakawa        | The Bridge on the River Kwai | Coronel Saito                      | [ 25 ] |
| 1958 | Arthur Kennedy         | Peyton Place                 | Lucas Cross                        | [ 25 ] |
| 1958 | Russ Tamblyn           | Peyton Place                 | Norman Page                        | [ 25 ] |
| 1959 | Burl Ives              | The Big Country              | Rufus Hannassey                    | [ 26 ] |
| 1959 | Theodore Bikel         | The Defiant Ones             | Xerife Max Muller                  | [ 26 ] |
| 1959 | Lee J. Cobb            | The Brothers Karamazov       | Fiódor Karamazov                   | [ 26 ] |
| 1959 | Arthur Kennedy         | Some Came Running            | Frank Hirsh                        | [ 26 ] |
| 1959 | Gig Young              | Teacher's Pet                | Dr. Hugo Pine                      | [ 26 ] |

### Década de 1960
| Ano  | Vencedores e Indicados | Filme                            | Personagem                                | Ref    |
| ---- | ---------------------- | -------------------------------- | ----------------------------------------- | ------ |
| 1960 | Hugh Griffith          | Ben-Hur                          | Xeque Ilderim                             | [ 27 ] |
| 1960 | Arthur O'Connell       | Anatomy of a Murder              | Emmett McCarthy                           | [ 27 ] |
| 1960 | George C. Scott        | Anatomy of a Murder              | Proc. Estadual Assist. Gen. Claude Dancer | [ 27 ] |
| 1960 | Robert Vaughn          | The Young Philadelphians         | Chester A. "Chet" Gwynn                   | [ 27 ] |
| 1960 | Ed Wynn                | The Diary of Anne Frank          | Albert Dussell                            | [ 27 ] |
| 1961 | Peter Ustinov          | Spartacus                        | Lêntulo Batiato                           | [ 28 ] |
| 1961 | Peter Falk             | Murder, Inc.                     | Abe Reles                                 | [ 28 ] |
| 1961 | Jack Kruschen          | The Apartment                    | Dr. Dreyfuss                              | [ 28 ] |
| 1961 | Sal Mineo              | Exodus                           | Dov Landau                                | [ 28 ] |
| 1961 | Chill Wills            | The Alamo                        | O Apicultor                               | [ 28 ] |
| 1962 | George Chakiris        | West Side Story                  | Bernardo                                  | [ 29 ] |
| 1962 | Montgomery Clift       | Judgment at Nuremberg            | Rudolph Peterson                          | [ 29 ] |
| 1962 | Peter Falk             | Pocketful of Miracles            | Joy Boy                                   | [ 29 ] |
| 1962 | Jackie Gleason         | The Hustler                      | Minnesota Fats                            | [ 29 ] |
| 1962 | George C. Scott        | The Hustler                      | Bert Gordon                               | [ 29 ] |
| 1963 | Ed Begley              | Sweet Bird of Youth              | Tom Finley                                | [ 30 ] |
| 1963 | Victor Buono           | What Ever Happened to Baby Jane? | Edwin Flagg                               | [ 30 ] |
| 1963 | Telly Savalas          | Birdman of Alcatraz              | Feto Gomez                                | [ 30 ] |
| 1963 | Omar Sharif            | Lawrence of Arabia               | Xarife Ali ibn el Kharish                 | [ 30 ] |
| 1963 | Terence Stamp          | Billy Budd                       | Billy Budd                                | [ 30 ] |
| 1964 | Melvyn Douglas         | Hud                              | Homer Bannon                              | [ 31 ] |
| 1964 | Nick Adams             | Twilight of Honor                | Ben Brown                                 | [ 31 ] |
| 1964 | Bobby Darin            | Captain Newman, M.D.             | Cabo Jim Tompkins                         | [ 31 ] |
| 1964 | Hugh Griffith          | Tom Jones                        | Squire Western                            | [ 31 ] |
| 1964 | John Huston            | The Cardinal                     | Cardeal Glennon                           | [ 31 ] |
| 1965 | Peter Ustinov          | Topkapi                          | Arthur Simon Simpson                      | [ 32 ] |
| 1965 | John Gielgud           | Becket                           | Rei Luís VII da França                    | [ 32 ] |
| 1965 | Stanley Holloway       | My Fair Lady                     | Alfred Doolittle                          | [ 32 ] |
| 1965 | Edmond O'Brien         | Seven Days in May                | Senador Raymond Clark                     | [ 32 ] |
| 1965 | Lee Tracy              | The Best Man                     | Presidente Art Hockstader                 | [ 32 ] |
| 1966 | Martin Balsam          | A Thousand Clowns                | Arnold Burns                              | [ 33 ] |
| 1966 | Ian Bannen             | The Flight of the Phoenix        | Corvo                                     | [ 33 ] |
| 1966 | Tom Courtenay          | Doctor Zhivago                   | Pasha Antipov                             | [ 33 ] |
| 1966 | Michael Dunn           | Ship of Fools                    | Carl Glocken                              | [ 33 ] |
| 1966 | Frank Finlay           | Othello                          | Iago                                      | [ 33 ] |
| 1967 | Walter Matthau         | The Fortune Cookie               | Willie Gingrich                           | [ 34 ] |
| 1967 | Mako                   | The Sand Pebbles                 | Po-han                                    | [ 34 ] |
| 1967 | James Mason            | Georgy Girl                      | James Leamington                          | [ 34 ] |
| 1967 | George Segal           | Who's Afraid of Virginia Woolf?  | Nick                                      | [ 34 ] |
| 1967 | Robert Shaw            | A Man for All Seasons            | Rei Henrique VIII da Inglaterra           | [ 34 ] |
| 1968 | George Kennedy         | Cool Hand Luke                   | Dragline                                  | [ 35 ] |
| 1968 | John Cassavetes        | The Dirty Dozen                  | Victor P. Franko                          | [ 35 ] |
| 1968 | Gene Hackman           | Bonnie and Clyde                 | Buck Barrow                               | [ 35 ] |
| 1968 | Michael J. Pollard     | Bonnie and Clyde                 | C. W. Moss                                | [ 35 ] |
| 1968 | Cecil Kellaway         | Guess Who's Coming to Dinner     | Monsignor Mike Ryan                       | [ 35 ] |
| 1969 | Jack Albertson         | The Subject Was Roses            | John Cleary                               | [ 36 ] |
| 1969 | Seymour Cassel         | Faces                            | Chet                                      | [ 36 ] |
| 1969 | Daniel Massey          | Star!                            | Noël Coward                               | [ 36 ] |
| 1969 | Jack Wild              | Oliver!                          | O Trapaceio Astuto                        | [ 36 ] |
| 1969 | Gene Wilder            | The Producers                    | Leopold "Leo" Bloom                       | [ 36 ] |

### Década de 1970
| Ano  | Vencedores e Indicados | Filme                           | Personagem                    | Ref    |
| ---- | ---------------------- | ------------------------------- | ----------------------------- | ------ |
| 1970 | Gig Young              | They Shoot Horses, Don't They?  | Rocky                         | [ 37 ] |
| 1970 | Rupert Crosse          | The Reivers                     | Ned                           | [ 37 ] |
| 1970 | Elliott Gould          | Bob & Carol & Ted & Alice       | Ted Henderson                 | [ 37 ] |
| 1970 | Jack Nicholson         | Easy Rider                      | George Hanson                 | [ 37 ] |
| 1970 | Anthony Quayle         | Anne of the Thousand Days       | Cardeal Tomás Wolsey          | [ 37 ] |
| 1971 | John Mills             | Ryan's Daughter                 | Michael                       | [ 38 ] |
| 1971 | Richard S. Castellano  | Lovers and Other Strangers      | Frank Vecchio                 | [ 38 ] |
| 1971 | Chefe Dan George       | Little Big Man                  | Velho Lodge Skins             | [ 38 ] |
| 1971 | Gene Hackman           | I Never Sang for My Father      | Gene Harrison                 | [ 38 ] |
| 1971 | John Marley            | Love Story                      | Phil Cavalleri                | [ 38 ] |
| 1972 | Ben Johnson            | The Last Picture Show           | Sam, o Leão                   | [ 39 ] |
| 1972 | Jeff Bridges           | The Last Picture Show           | Duane Jackson                 | [ 39 ] |
| 1972 | Leonard Frey           | Fiddler on the Roof             | Motel Kamzoil                 | [ 39 ] |
| 1972 | Richard Jaeckel        | Sometimes a Great Notion        | Joe Ben Stamper               | [ 39 ] |
| 1972 | Roy Scheider           | The French Connection           | Detetive Buddy "Cloudy" Russo | [ 39 ] |
| 1973 | Joel Grey              | Cabaret                         | Mestre de Cerimônias          | [ 40 ] |
| 1973 | Eddie Albert           | The Heartbreak Kid              | Sr. Corcoran                  | [ 40 ] |
| 1973 | James Caan             | The Godfather                   | Santino "Sonny" Corleone      | [ 40 ] |
| 1973 | Robert Duvall          | The Godfather                   | Tom Hagen                     | [ 40 ] |
| 1973 | Al Pacino              | The Godfather                   | Michael Corleone              | [ 40 ] |
| 1974 | John Houseman          | The Paper Chase                 | Charles W. Kingsfield, Jr.    | [ 41 ] |
| 1974 | Vincent Gardenia       | Bang the Drum Slowly            | Dutch Schnell                 | [ 41 ] |
| 1974 | Jack Gilford           | Save the Tiger                  | Phil Greene                   | [ 41 ] |
| 1974 | Jason Miller           | The Exorcist                    | Padre Damien Karras           | [ 41 ] |
| 1974 | Randy Quaid            | The Last Detail                 | Larry Meadows                 | [ 41 ] |
| 1975 | Robert De Niro         | The Godfather Part II           | Vito Corleone                 | [ 42 ] |
| 1975 | Fred Astaire           | The Towering Inferno            | Haire Claiborne               | [ 42 ] |
| 1975 | Jeff Bridges           | Thunderbolt and Lightfoot       | Lightfoot                     | [ 42 ] |
| 1975 | Michael V. Gazzo       | The Godfather Part II           | Frank Pentangeli              | [ 42 ] |
| 1975 | Lee Strasberg          | The Godfather Part II           | Hyman Roth                    | [ 42 ] |
| 1976 | George Burns           | The Sunshine Boys               | Al Lewis                      | [ 43 ] |
| 1976 | Brad Dourif            | One Flew Over the Cuckoo's Nest | Billy Bibbit                  | [ 43 ] |
| 1976 | Burgess Meredith       | The Day of the Locust           | Harry Greener                 | [ 43 ] |
| 1976 | Chris Sarandon         | Dog Day Afternoon               | Leon Shermer                  | [ 43 ] |
| 1976 | Jack Warden            | Shampoo                         | Lester Carp                   | [ 43 ] |
| 1977 | Jason Robards          | All the President's Men         | Ben Bradlee                   | [ 44 ] |
| 1977 | Ned Beatty             | Network                         | Arthur Jansen                 | [ 44 ] |
| 1977 | Laurence Olivier       | Marathon Man                    | Dr. Christian Szell           | [ 44 ] |
| 1977 | Burgess Meredith       | Rocky                           | Mickey Goldmill               | [ 44 ] |
| 1977 | Burt Young             | Rocky                           | Paulie Pennino                | [ 44 ] |
| 1978 | Jason Robards          | Julia                           | Dashiell Hammett              | [ 45 ] |
| 1978 | Mikhail Baryshnikov    | The Turning Point               | Yuri Kopeikine                | [ 45 ] |
| 1978 | Peter Firth            | Equus                           | Alan Strang                   | [ 45 ] |
| 1978 | Alec Guinness          | Star Wars                       | Obi-Wan Kenobi                | [ 45 ] |
| 1978 | Maximilian Schell      | Julia                           | Johann                        | [ 45 ] |
| 1979 | Christopher Walken     | The Deer Hunter                 | Nikonar "Nick" Chevotarevich  | [ 46 ] |
| 1979 | Bruce Dern             | Coming Home                     | Capitão Bob Hyde              | [ 46 ] |
| 1979 | Richard Farnsworth     | Comes a Horseman                | Dodger                        | [ 46 ] |
| 1979 | John Hurt              | Midnight Express                | Max                           | [ 46 ] |
| 1979 | Jack Warden            | Heaven Can Wait                 | Max Corkle                    | [ 46 ] |

### Década de 1980
| Ano  | Vencedores e Indicados | Filme                                             | Personagem                    | Ref    |
| ---- | ---------------------- | ------------------------------------------------- | ----------------------------- | ------ |
| 1980 | Melvyn Douglas         | Being There                                       | Benjamin Turnbull Rand        | [ 47 ] |
| 1980 | Robert Duvall          | Apocalypse Now                                    | Tenente-Coronel Bill Kilgore  | [ 47 ] |
| 1980 | Frederic Forrest       | The Rose                                          | Huston Dyer                   | [ 47 ] |
| 1980 | Justin Henry           | Kramer vs. Kramer                                 | Billy Kramer                  | [ 47 ] |
| 1980 | Mickey Rooney          | The Black Stallion                                | Henry Dailey                  | [ 47 ] |
| 1981 | Timothy Hutton         | Ordinary People                                   | Conrad Jarret                 | [ 48 ] |
| 1981 | Judd Hirsch            | Ordinary People                                   | Dr. Tyrone C. Berger          | [ 48 ] |
| 1981 | Michael O'Keefe        | The Great Santini                                 | Ben Meechum                   | [ 48 ] |
| 1981 | Joe Pesci              | Raging Bull                                       | Joey LaMotta                  | [ 48 ] |
| 1981 | Jason Robards          | Melvin and Howard                                 | Howard Hughes                 | [ 48 ] |
| 1982 | John Gielgud           | Arthur                                            | Hobson                        | [ 49 ] |
| 1982 | James Coco             | Only When I Laugh                                 | Jimmy                         | [ 49 ] |
| 1982 | Ian Holm               | Chariots of Fire                                  | Sam Mussabini                 | [ 49 ] |
| 1982 | Jack Nicholson         | Reds                                              | Eugene O'Neill                | [ 49 ] |
| 1982 | Howard Rollins         | Ragtime                                           | Coalhouse Walker, Jr.         | [ 49 ] |
| 1983 | Louis Gossett Jr.      | An Officer and a Gentleman                        | Sargento Emil Foley           | [ 50 ] |
| 1983 | Charles Durning        | The Best Little Whorehouse in Texas               | Governador                    | [ 50 ] |
| 1983 | John Lithgow           | The World According to Garp                       | Roberta Muldoon               | [ 50 ] |
| 1983 | James Mason            | The Verdict                                       | Ed Concannon                  | [ 50 ] |
| 1983 | Robert Preston         | Victor/Victoria                                   | Carroll "Toddy" Todd          | [ 50 ] |
| 1984 | Jack Nicholson         | Terms of Endearment                               | Garrett Breedlove             | [ 51 ] |
| 1984 | Charles Durning        | To Be or Not to Be                                | Coronel Erhardt               | [ 51 ] |
| 1984 | John Lithgow           | Terms of Endearment                               | Sam Burns                     | [ 51 ] |
| 1984 | Sam Shepard            | The Right Stuff                                   | Chuck Yeager                  | [ 51 ] |
| 1984 | Rip Torn               | Cross Creek                                       | Marsh Turner                  | [ 51 ] |
| 1985 | Haing S. Ngor          | The Killing Fields                                | Dith Pran                     | [ 52 ] |
| 1985 | Adolph Caesar          | A Soldier's Story                                 | Sargento Waters               | [ 52 ] |
| 1985 | John Malkovich         | Places in the Heart                               | Sr. Will                      | [ 52 ] |
| 1985 | Pat Morita             | The Karate Kid                                    | Sr. Keisuke Miyagi            | [ 52 ] |
| 1985 | Ralph Richardson       | Greystoke: The Legend of Tarzan, Lord of the Apes | O Sexto Conde de Greystoke    | [ 52 ] |
| 1986 | Don Ameche             | Cocoon                                            | Arthur Selwyn                 | [ 54 ] |
| 1986 | Klaus Maria Brandauer  | Out of Africa                                     | Barão Bror von Blixen-Finecke | [ 54 ] |
| 1986 | William Hickey         | Prizzi's Honor                                    | Don Conrado Prizzi            | [ 54 ] |
| 1986 | Robert Loggia          | Jagged Edge                                       | Sam Ransom                    | [ 54 ] |
| 1986 | Eric Roberts           | Runaway Train                                     | Buck                          | [ 54 ] |
| 1987 | Michael Caine          | Hannah and Her Sisters                            | Elliot                        | [ 55 ] |
| 1987 | Tom Berenger           | Platoon                                           | Sargento Bob Barnes           | [ 55 ] |
| 1987 | Willem Dafoe           | Platoon                                           | Sargento Elias Grodin         | [ 55 ] |
| 1987 | Denholm Elliott        | A Room with a View                                | Sr. Emerson                   | [ 55 ] |
| 1987 | Dennis Hopper          | Hoosiers                                          | Wilbur "Shooter" Flatch       | [ 55 ] |
| 1988 | Sean Connery           | The Untouchables                                  | Jim Malone                    | [ 56 ] |
| 1988 | Albert Brooks          | Broadcast News                                    | Aaron Altman                  | [ 56 ] |
| 1988 | Morgan Freeman         | Street Smart                                      | Leo "Fast Black" Smalls, Jr.  | [ 56 ] |
| 1988 | Vincent Gardenia       | Moonstruck                                        | Cosmo Castorini               | [ 56 ] |
| 1988 | Denzel Washington      | Cry Freedom                                       | Steve Biko                    | [ 56 ] |
| 1989 | Kevin Kline            | A Fish Called Wanda                               | Otto West                     | [ 57 ] |
| 1989 | Alec Guinness          | Little Dorritt                                    | William Dorrit                | [ 57 ] |
| 1989 | Martin Landau          | Tucker: The Man and His Dream                     | Abe Karatz                    | [ 57 ] |
| 1989 | River Phoenix          | Running on Empty                                  | Danny Pope                    | [ 57 ] |
| 1989 | Dean Stockwell         | Married to the Mob                                | Tony "O Tigre" Russo          | [ 57 ] |

### Década de 1990
| Ano  | Vencedores e Indicados | Filme                       | Personagem                     | Ref    |
| ---- | ---------------------- | --------------------------- | ------------------------------ | ------ |
| 1990 | Denzel Washington      | Glory                       | Soldado Silas Trip             | [ 58 ] |
| 1990 | Danny Aiello           | Do the Right Thing          | Sal                            | [ 58 ] |
| 1990 | Dan Aykroyd            | Driving Miss Daisy          | Boolie Werthan                 | [ 58 ] |
| 1990 | Marlon Brando          | A Dry White Season          | Ian Mackenzie                  | [ 58 ] |
| 1990 | Martin Landau          | Crimes and Misdemeanors     | Judah Rosenthal                | [ 58 ] |
| 1991 | Joe Pesci              | Goodfellas                  | Tommy DeVito                   | [ 59 ] |
| 1991 | Bruce Davison          | Longtime Companion          | David                          | [ 59 ] |
| 1991 | Andy García            | The Godfather Part III      | Vincent Mancini-Corleone       | [ 59 ] |
| 1991 | Graham Greene          | Dances with Wolves          | Pássaro Esperneante            | [ 59 ] |
| 1991 | Al Pacino              | Dick Tracy                  | Alphonse "Big Boy" Caprice     | [ 59 ] |
| 1992 | Jack Palance           | City Slickers               | Curly Washburn                 | [ 60 ] |
| 1992 | Tommy Lee Jones        | JFK                         | Clay Shaw                      | [ 60 ] |
| 1992 | Harvey Keitel          | Bugsy                       | Mickey Cohen                   | [ 60 ] |
| 1992 | Ben Kingsley           | Bugsy                       | Meyer Lansky                   | [ 60 ] |
| 1992 | Michael Lerner         | Barton Fink                 | Jack Lipnick                   | [ 60 ] |
| 1993 | Gene Hackman           | Unforgiven                  | Pequeno Bill Daggett           | [ 61 ] |
| 1993 | Jaye Davidson          | The Crying Game             | Dil                            | [ 61 ] |
| 1993 | Jack Nicholson         | A Few Good Men              | Coronel Nathan R. Jessep       | [ 61 ] |
| 1993 | Al Pacino              | Glengarry Glen Ross         | Ricky Roma                     | [ 61 ] |
| 1993 | David Paymer           | Mr. Saturday Night          | Stan Young                     | [ 61 ] |
| 1994 | Tommy Lee Jones        | The Fugitive                | Delegado Federal Samuel Gerard | [ 62 ] |
| 1994 | Leonardo DiCaprio      | What's Eating Gilbert Grape | Arnie Grape                    | [ 62 ] |
| 1994 | Ralph Fiennes          | Schindler's List            | Capitão Amon Göth              | [ 62 ] |
| 1994 | John Malkovich         | In the Line of Fire         | Mitch Leary                    | [ 62 ] |
| 1994 | Pete Postlethwaite     | In the Name of the Father   | Giuseppe Conlon                | [ 62 ] |
| 1995 | Martin Landau          | Ed Wood                     | Béla Lugosi                    | [ 63 ] |
| 1995 | Samuel L. Jackson      | Pulp Fiction                | Jules Winnfield                | [ 63 ] |
| 1995 | Chazz Palminteri       | Bullets Over Broadway       | Cheech                         | [ 63 ] |
| 1995 | Paul Scofield          | Quiz Show                   | Mark Van Doren                 | [ 63 ] |
| 1995 | Gary Sinise            | Forrest Gump                | Tenente Dan Taylor             | [ 63 ] |
| 1996 | Kevin Spacey           | The Usual Suspects          | Roger "Verbal" Kint            | [ 64 ] |
| 1996 | James Cromwell         | Babe                        | Arthur Hogett                  | [ 64 ] |
| 1996 | Ed Harris              | Apollo 13                   | Gene Kranz                     | [ 64 ] |
| 1996 | Brad Pitt              | 12 Monkeys                  | Jeffrey Goines                 | [ 64 ] |
| 1996 | Tim Roth               | Rob Roy                     | Archibald Cunningham           | [ 64 ] |
| 1997 | Cuba Gooding Jr.       | Jerry Maguire               | Rod Tidwell                    | [ 65 ] |
| 1997 | William H. Macy        | Fargo                       | Jerry Lundegaard               | [ 65 ] |
| 1997 | Armin Mueller-Stahl    | Shine                       | Peter Helfgott                 | [ 65 ] |
| 1997 | Edward Norton          | Primal Fear                 | Aaron Stampler                 | [ 65 ] |
| 1997 | James Woods            | Ghosts of Mississippi       | Byron De La Beckwith           | [ 65 ] |
| 1998 | Robin Williams         | Good Will Hunting           | Sean Maguire                   | [ 66 ] |
| 1998 | Robert Forster         | Jackie Brown                | Max Cherry                     | [ 66 ] |
| 1998 | Anthony Hopkins        | Amistad                     | John Quincy Adams              | [ 66 ] |
| 1998 | Greg Kinnear           | As Good as It Gets          | Simon Bischop                  | [ 66 ] |
| 1998 | Burt Reynolds          | Boogie Nights               | Jack Horner                    | [ 66 ] |
| 1999 | James Coburn           | Affliction                  | Glen Whitehouse                | [ 67 ] |
| 1999 | Robert Duvall          | A Civil Action              | Jerome Facher                  | [ 67 ] |
| 1999 | Ed Harris              | The Truman Show             | Christof                       | [ 67 ] |
| 1999 | Geoffrey Rush          | Shakespeare in Love         | Philip Henslowe                | [ 67 ] |
| 1999 | Billy Bob Thornton     | A Simple Plan               | Jacob Mitchell                 | [ 67 ] |

### Década de 2000
| Ano  | Vencedores e Indicados | Filme                                                      | Personagem                | Ref    |
| ---- | ---------------------- | ---------------------------------------------------------- | ------------------------- | ------ |
| 2000 | Michael Caine          | The Cider House Rules                                      | Dr. Wilbur Larch          | [ 68 ] |
| 2000 | Tom Cruise             | Magnolia                                                   | Frank T.J. Mackey         | [ 68 ] |
| 2000 | Michael Clarke Duncan  | The Green Mile                                             | John Coffey               | [ 68 ] |
| 2000 | Jude Law               | The Talented Mr. Ripley                                    | Dickie Greenleaf          | [ 68 ] |
| 2000 | Haley Joel Osment      | The Sixth Sense                                            | Cole Sear                 | [ 68 ] |
| 2001 | Benicio Del Toro       | Traffic                                                    | Javier Rodríguez          | [ 69 ] |
| 2001 | Jeff Bridges           | The Contender                                              | Presidente Jackson Evans  | [ 69 ] |
| 2001 | Willem Dafoe           | Shadow of the Vampire                                      | Max Schreck               | [ 69 ] |
| 2001 | Albert Finney          | Erin Brockovich                                            | Edward L. Masry           | [ 69 ] |
| 2001 | Joaquin Phoenix        | Gladiator                                                  | Imperador Cómodo          | [ 69 ] |
| 2002 | Jim Broadbent          | Iris                                                       | John Bayley               | [ 70 ] |
| 2002 | Ethan Hawke            | Training Day                                               | Jake Hoyt                 | [ 70 ] |
| 2002 | Ben Kingsley           | Sexy Beast                                                 | Don Logan                 | [ 70 ] |
| 2002 | Ian McKellen           | The Lord of the Rings: The Fellowship of the Ring          | Gandalf, o Cinzento       | [ 70 ] |
| 2002 | Jon Voight             | Ali                                                        | Howard Cosell             | [ 70 ] |
| 2003 | Chris Cooper           | Adaptation.                                                | John Laroche              | [ 71 ] |
| 2003 | Ed Harris              | The Hours                                                  | Richard "Richie" Brown    | [ 71 ] |
| 2003 | Paul Newman            | Road to Perdition                                          | John Rooney               | [ 71 ] |
| 2003 | John C. Reilly         | Chicago                                                    | Amos Hart                 | [ 71 ] |
| 2003 | Christopher Walken     | Catch Me If You Can                                        | Frank Abagnale, Sr.       | [ 71 ] |
| 2004 | Tim Robbins            | Mystic River                                               | Dave Boyle                | [ 72 ] |
| 2004 | Alec Baldwin           | The Cooler                                                 | Shelly Kaplow             | [ 72 ] |
| 2004 | Benicio del Toro       | 21 Grams                                                   | Jack Jordan               | [ 72 ] |
| 2004 | Djimon Hounsou         | In America                                                 | Mateo                     | [ 72 ] |
| 2004 | Ken Watanabe           | The Last Samurai                                           | Moritsugu Katsumoto       | [ 72 ] |
| 2005 | Morgan Freeman         | Million Dollar Baby                                        | Eddie "Scrap-Iron" Dupris | [ 73 ] |
| 2005 | Alan Alda              | The Aviator                                                | Senador Owen Brewster     | [ 73 ] |
| 2005 | Thomas Haden Church    | Sideways                                                   | Jack Cole                 | [ 73 ] |
| 2005 | Jamie Foxx             | Collateral                                                 | Max Durocher              | [ 73 ] |
| 2005 | Clive Owen             | Closer                                                     | Larry Gray                | [ 73 ] |
| 2006 | George Clooney         | Syriana                                                    | Bob Barnes                | [ 74 ] |
| 2006 | Matt Dillon            | Crash                                                      | Sargento John Ryan        | [ 74 ] |
| 2006 | Paul Giamatti          | Cinderella Man                                             | Joe Gould                 | [ 74 ] |
| 2006 | Jake Gyllenhaal        | Brokeback Mountain                                         | Jack Twist                | [ 74 ] |
| 2006 | William Hurt           | A History of Violence                                      | Richie Cusack             | [ 74 ] |
| 2007 | Alan Arkin             | Little Miss Sunshine                                       | Edwin Hoover              | [ 75 ] |
| 2007 | Jackie Earle Haley     | Little Children                                            | Ronald James McGorvey     | [ 75 ] |
| 2007 | Djimon Hounsou         | Blood Diamond                                              | Solomon Vandy             | [ 75 ] |
| 2007 | Eddie Murphy           | Dreamgirls                                                 | James "Thunder" Early     | [ 75 ] |
| 2007 | Mark Wahlberg          | The Departed                                               | Sargento Sean Dignam      | [ 75 ] |
| 2008 | Javier Bardem          | No Country for Old Men                                     | Anton Chigurh             | [ 76 ] |
| 2008 | Casey Affleck          | The Assassination of Jesse James by the Coward Robert Ford | Robert Ford               | [ 76 ] |
| 2008 | Philip Seymour Hoffman | Charlie Wilson's War                                       | Gust Avrakotos            | [ 76 ] |
| 2008 | Hal Holbrook           | Into the Wild                                              | Ron Franz                 | [ 76 ] |
| 2008 | Tom Wilkinson          | Michael Clayton                                            | Arthur Edens              | [ 76 ] |
| 2009 | Heath Ledger           | The Dark Knight                                            | O Coringa                 | [ 77 ] |
| 2009 | Josh Brolin            | Milk                                                       | Vereador Dan White        | [ 77 ] |
| 2009 | Robert Downey Jr.      | Tropic Thunder                                             | Kirk Lazarus              | [ 77 ] |
| 2009 | Philip Seymour Hoffman | Doubt                                                      | Padre Brendan Flynn       | [ 77 ] |
| 2009 | Michael Shannon        | Revolutionary Road                                         | John Givings              | [ 77 ] |

### Década de 2010
| Ano             | Vencedores e Indicados | Filme                                           | Personagem                        | Ref    |
| --------------- | ---------------------- | ----------------------------------------------- | --------------------------------- | ------ |
| 2010            | Christoph Waltz        | Inglourious Bastards                            | Coronel Hans Landa                | [ 78 ] |
| 2010            | Matt Damon             | Invictus                                        | François Pienaar                  | [ 78 ] |
| 2010            | Woody Harrelson        | The Messenger                                   | Capitão Tony Stone                | [ 78 ] |
| 2010            | Christopher Plummer    | The Last Station                                | Liev Tolstói                      | [ 78 ] |
| 2010            | Stanley Tucci          | The Lovely Bones                                | George Harvey                     | [ 78 ] |
| 2011            | Christian Bale         | The Fighter                                     | Dicky Ecklund                     | [ 79 ] |
| 2011            | John Hawkes            | Winter's Bone                                   | Teardrop Dolly                    | [ 79 ] |
| 2011            | Jeremy Renner          | The Town                                        | James "Jem" Coughlin              | [ 79 ] |
| 2011            | Mark Ruffalo           | The Kids Are All Right                          | Paul                              | [ 79 ] |
| 2011            | Geoffrey Rush          | The King’s Speech                               | Lionel Logue                      | [ 79 ] |
| 2012            | Christopher Plummer    | Beginners                                       | Hal Fields                        | [ 80 ] |
| 2012            | Kenneth Branagh        | My Week with Marilyn                            | Laurence Olivier                  | [ 80 ] |
| 2012            | Jonah Hill             | Moneyball                                       | Peter Brand                       | [ 80 ] |
| 2012            | Nick Nolte             | Warrior                                         | Paddy Conlon                      | [ 80 ] |
| 2012            | Max von Sydow          | Extremely Loud and Incredibly Close             | O Arrendatário                    | [ 80 ] |
| 2013            | Christoph Waltz        | Django Unchained                                | Dr. King Schultz                  | [ 81 ] |
| 2013            | Alan Arkin             | Argo                                            | Lester Siegel                     | [ 81 ] |
| 2013            | Robert De Niro         | Silver Linings Playbook                         | Patrizio "Pat" Solitano, Sr.      | [ 81 ] |
| 2013            | Philip Seymour Hoffman | The Master                                      | Lancaster Dodd                    | [ 81 ] |
| 2013            | Tommy Lee Jones        | Lincoln                                         | Deputado Thaddeus Stevens         | [ 81 ] |
| 2014            | Jared Leto             | Dallas Buyers Club                              | Rayon                             | [ 82 ] |
| 2014            | Barkhad Abdi           | Captain Phillips                                | Abduwali Muse                     | [ 82 ] |
| 2014            | Bradley Cooper         | American Hustle                                 | Richard "Richie" DiMaso           | [ 82 ] |
| 2014            | Michael Fassbender     | 12 Years a Slave                                | Edwin Epps                        | [ 82 ] |
| 2014            | Jonah Hill             | The Wolf of Wall Street                         | Donnie Azoff                      | [ 82 ] |
| 2015            | J. K. Simmons          | Whiplash                                        | Terence Fletcher                  | [ 83 ] |
| 2015            | Robert Duvall          | The Judge                                       | Juiz Joseph Palmer                | [ 83 ] |
| 2015            | Ethan Hawke            | Boyhood                                         | Mason Evans, Sr.                  | [ 83 ] |
| 2015            | Edward Norton          | Birdman or (The Unexpected Virtue of Ignorance) | Mike Shiner                       | [ 83 ] |
| 2015            | Mark Ruffalo           | Foxcatcher                                      | Dave Schultz                      | [ 83 ] |
| 2016            | Mark Rylance           | Bridge of Spies                                 | Rudolf Abel                       | [ 84 ] |
| 2016            | Christian Bale         | The Big Short                                   | Michael Burry                     | [ 84 ] |
| 2016            | Tom Hardy              | The Revenant                                    | John Fitzgerald                   | [ 84 ] |
| 2016            | Mark Ruffalo           | Spotlight                                       | Michael Rezendes                  | [ 84 ] |
| 2016            | Sylvester Stallone     | Creed                                           | Rocky Balboa                      | [ 84 ] |
| 2017            |                        |                                                 |                                   |        |
| Mahershala Ali  | Moonlight              | Juan                                            | [ 85 ]                            |        |
| Jeff Bridges    | Hell or High Water     | Marcus Hamilton                                 | [ 85 ]                            |        |
| Lucas Hedges    | Manchester by the Sea  | Patrick Chandler                                | [ 85 ]                            |        |
| Dev Patel       | Lion                   | Saroo Brierley                                  | [ 85 ]                            |        |
| Michael Shannon | Nocturnal Animals      | Detetive Bobby Andes                            | [ 85 ]                            |        |
| 2018            | Sam Rockwell           | Three Billboards Outside Ebbing, Missouri       | Oficial Jason Dixon               | [ 86 ] |
| 2018            | Willem Dafoe           | The Florida Project                             | Bobby Hicks                       | [ 86 ] |
| 2018            | Woody Harrelson        | Three Billboards Outside Ebbing, Missouri       | Xerife Bill Willoughby            | [ 86 ] |
| 2018            | Richard Jenkins        | The Shape of Water                              | Giles                             | [ 86 ] |
| 2018            | Christopher Plummer    | All the Money in the World                      | J. Paul Getty                     | [ 86 ] |
| 2019            | Mahershala Ali         | Green Book                                      | Don "Doc" Shirley                 | [ 87 ] |
| 2019            | Adam Driver            | BlacKkKlansman                                  | Detective PHilip "Flip" Zimmerman | [ 87 ] |
| 2019            | Richard E. Grant       | Can You Ever Forgive Me?                        | Jack Hock                         | [ 87 ] |
| 2019            | Sam Rockwell           | Vice                                            | Presidente George W. Bush         | [ 87 ] |
| 2019            | Sam Elliott            | A Star Is Born                                  | Bobby Maine                       | [ 87 ] |

### Década de 2020
| Ano  | Indicados         | Filme                               | Personagem                 | Ref.ª  |
| ---- | ----------------- | ----------------------------------- | -------------------------- | ------ |
| 2020 | Brad Pitt         | Once Upon a Time in Hollywood       | Cliff Booth                | [ 88 ] |
| 2020 | Al Pacino         | The Irishman                        | Jimmy Hoffa                | [ 88 ] |
| 2020 | Joe Pesci         | The Irishman                        | Russell Bufalino           | [ 88 ] |
| 2020 | Anthony Hopkins   | The Two Popes                       | Papa Bento XVI             | [ 88 ] |
| 2020 | Tom Hanks         | A Beautiful Day in the Neighborhood | Fred Rogers                | [ 88 ] |
| 2021 | Daniel Kaluuya    | Judas and the Black Messiah         | Fred Hampton               | [ 89 ] |
| 2021 | Lakeith Stanfield | Judas and the Black Messiah         | William O'Neal             | [ 89 ] |
| 2021 | Leslie Odom Jr.   | One Night in Miami...               | Sam Cooke                  | [ 89 ] |
| 2021 | Paul Raci         | Sound of Metal                      | Joe                        | [ 89 ] |
| 2021 | Sacha Baron Cohen | The Trial of the Chicago 7          | Abbie Hoffman              | [ 89 ] |
| 2022 | Troy Kotsur       | CODA                                | Frank Rossi                | [ 90 ] |
| 2022 | Ciarán Hinds      | Belfast                             | "Pop"                      | [ 90 ] |
| 2022 | Jesse Plemons     | The Power of the Dog                | George Burbank             | [ 90 ] |
| 2022 | Kodi Smit-McPhee  | The Power of the Dog                | Peter Gordon               | [ 90 ] |
| 2022 | J. K. Simmons     | Being the Ricardos                  | William Frawley            | [ 90 ] |
| 2023 | Ke Huy Quan       | Everything Everywhere All at Once   | Waymond Wang               | [ 91 ] |
| 2023 | Brendan Gleeson   | The Banshees of Inisherin           | Colm Doherty               | [ 91 ] |
| 2023 | Barry Keoghan     | The Banshees of Inisherin           | Dominic Kearney            | [ 91 ] |
| 2023 | Brian Tyree Henry | Causeway                            | James Aucoin               | [ 91 ] |
| 2023 | Judd Hirch        | The Fabelmans                       | Tio Boris                  | [ 91 ] |
| 2024 | Robert Downey Jr. | Oppenheimer                         | Lewis Strauss              | [ 91 ] |
| 2024 | Sterling K. Brown | American Fiction                    | Clifford "Cliff" Ellison   | [ 91 ] |
| 2024 | Robert De Niro    | Killers of the Flower Moon          | William Hale               | [ 91 ] |
| 2024 | Ryan Gosling      | Barbie                              | Ken                        | [ 91 ] |
| 2024 | Mark Ruffalo      | Poor Things                         | Duncan Wedderburn          | [ 91 ] |
| 2025 | Kieran Culkin     | A Real Pain                         | Benjamin "Benji" Kaplan    | [ 92 ] |
| 2025 | Yura Borisov      | Anora                               | Igor                       | [ 92 ] |
| 2025 | Edward Norton     | A Complete Unknown                  | Pete Seeger                | [ 92 ] |
| 2025 | Guy Pearce        | The Brutalist                       | Harrison Lee Van Buren Sr. | [ 92 ] |
| 2025 | Jeremy Strong     | The Apprentice                      | Roy Cohn                   | [ 92 ] |

## Múltiplas vitórias e indicações
| Vitórias | Ator            |
| -------- | --------------- |
| 3        | Walter Brennan  |
| 2        | Mahershala Ali  |
| 2        | Michael Caine   |
| 2        | Melvyn Douglas  |
| 2        | Anthony Quinn   |
| 2        | Jason Robards   |
| 2        | Peter Ustinov   |
| 2        | Christoph Waltz |

| Indicações | Ator                   |
| ---------- | ---------------------- |
| 4          | Walter Brennan         |
| 4          | Jeff Bridges           |
| 4          | Robert Duvall          |
| 4          | Arthur Kennedy         |
| 4          | Jack Nicholson         |
| 4          | Claude Rains           |
| 3          | Charles Bickford       |
| 3          | Charles Coburn         |
| 3          | Willem Dafoe           |
| 3          | Gene Hackman           |
| 3          | Ed Harris              |
| 3          | Philip Seymour Hoffman |
| 3          | Tommy Lee Jones        |
| 3          | Martin Landau          |
| 3          | Al Pacino              |
| 3          | Jack Palance           |
| 3          | Christopher Plummer    |
| 3          | Jason Robards          |
| 3          | Mark Ruffalo           |
| 3          | Peter Ustinov          |
| 3          | Gig Young              |
| 3          | Edward Norton          |